# ملکوت الهی (مسیحیت)

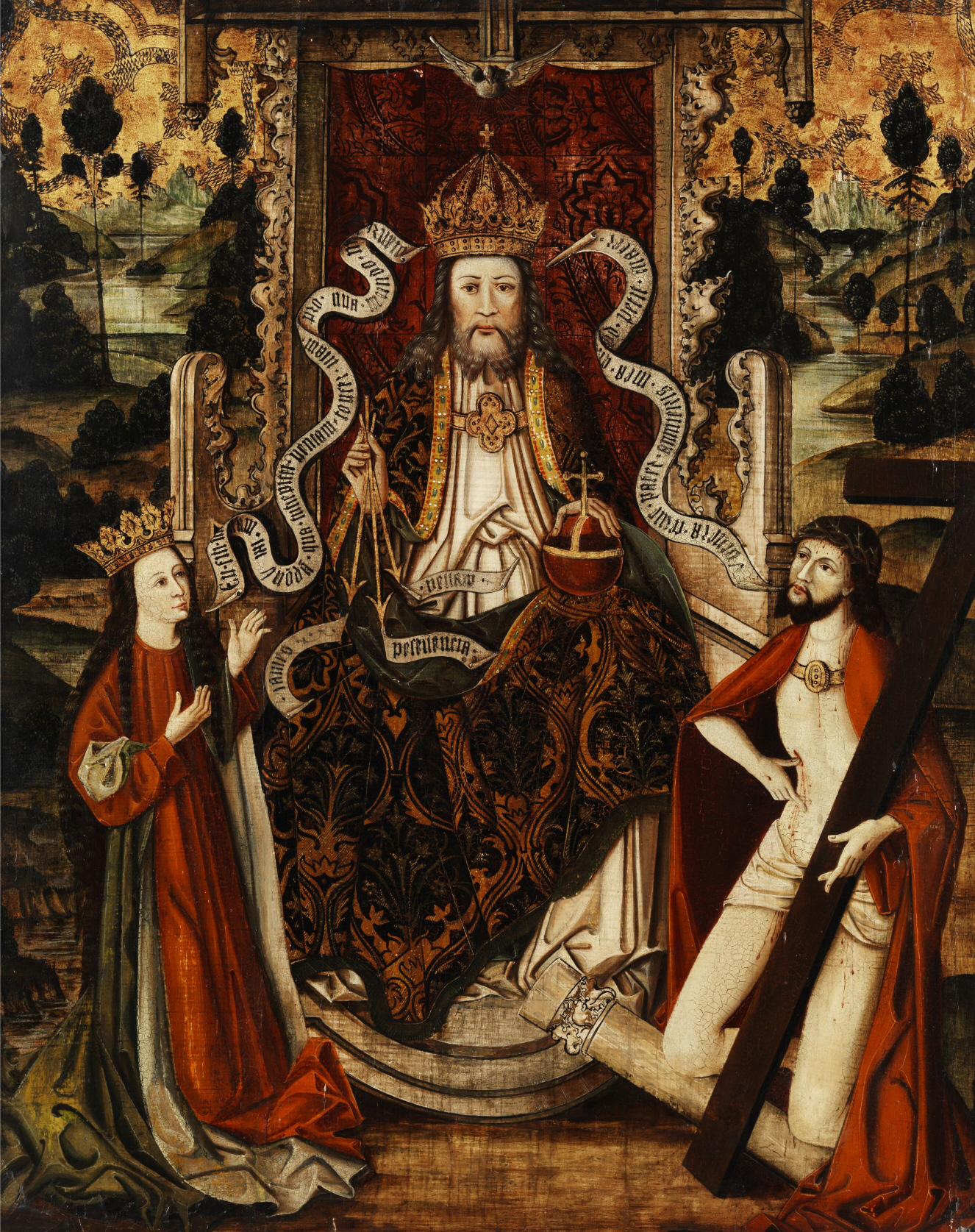
خدای پدر در عرش، وست‌فالن، آلمان، اواخر قرن پانزدهم

پادشاهی خدا، مَلَکوت اِلهی یا ملکوت خداوند حکومتی واقعی است که یَهُوَه خدا آن را برقرار کرده‌است. از آنجا که مقرّ این حکومت در آسمان است، در کتاب مقدّس «پادشاهی آسمان‌ها» نیز خوانده می‌شود.
این حکومت از بسیاری جهات به حکومت‌های بشری شباهت دارد، اما از هر لحاظ از آن‌ها برتر است. به چند نمونه توجه کنید:

### حکمرانان
خدا، عیسی مسیح را به عنوان پادشاه این حکومت برگزیده است و به او قدرت و اختیاری بخشیده‌است که حکمرانان بشری نمی‌توانند از آن برخوردار شوند. (مَتّی ۲۸:۱۸) عیسی از این قدرت و اختیار به نفع مردم استفاده می‌کند؛ زیرا او ثابت کرده‌است که پیشوایی دلسوز و قابل اعتماد است. عیسی تحت راهنمایی خدا کسانی را از ملت‌های گوناگون برگزیده است که با او از آسمان «در مقام پادشاه بر زمین» سلطنت کنند.

### مدت زمان حکمرانی
برخلاف حکومت‌های بشری، پادشاهی خدا «تا به ابد استوار خواهد ماند.»

### تابعین
هر کسی که از خدا اطاعت کند می‌تواند از هر پیشینه یا نژاد، تابع این حکومت باشد.

### قوانین
قوانین پادشاهی خدا نه تنها تابعین این حکومت را از اعمال نادرست بازمی‌دارد، بلکه آنان را به داشتن معیارهای والای اخلاقی نیز ترغیب می‌کند. برای نمونه، کتاب مقدّس می‌گوید: «‹یَهُوَه خدای خود را با تمامی دل، تمامی جان و تمامی ذهن خود دوست بدار. › این بزرگ‌ترین و نخستین حکم است. حکم دوم مانند حکم اول است، این که ‹همسایه‌ات را همچون خویشتن دوست بدار. ›» تابعین این حکومت به خاطر محبتشان به خدا و همنوع، به نفع دیگران عمل می‌کنند.

### آموزش
پادشاهی خدا نه تنها برای تابعین خود معیارهایی والا تعیین می‌کند، بلکه همچنین به آنان آموزش می‌دهد که چگونه این معیارها را در زندگی رعایت کنند.

### هدف
پادشاهی خدا از تابعین خود سوءاستفاده نمی‌کند تا صاحب‌منصبانش به ثروت‌های کلان برسند. برعکس، خواست خدا را به انجام می‌رساند و زمین را به بهشت تبدیل می‌کند تا دوستداران او تا ابد در آنجا زندگی کنند.